# Walid Hichri
Walid Hichri (ar. وليد الهيشري, ur. 5 marca 1986 w Arjanie) – tunezyjski piłkarz grający na pozycji obrońcy. Od 2015 roku jest zawodnikiem klubu Stade Tunisien.

## Kariera klubowa
Swoją karierę piłkarską Hichri rozpoczął w klubie Club Africain Tunis. W sezonie 2004/2005 zadebiutował w jego barwach w pierwszej lidze tunezyjskiej. W sezonie 2007/2008 wywalczył z nim tytuł mistrza Tunezji. W trakcie sezonu odszedł do Saturna Ramienskoje, jednak grał jedynie w rezerwach tego klubu. W 2009 roku wrócił do Tunezji i został zawodnikiem CA Bizertin. Występował w nim do końca sezonu 2009/2010.
Latem 2010 roku Hichri przeszedł do Espérance Tunis. W sezonach 2010/2011 i 2011/2012 wywalczył z Espérance dwa mistrzostwa Tunezji. W 2011 roku wygrał Afrykańską Ligę Mistrzów, a w 2012 roku zdobył Superpuchar Afryki. W latach 2013–2015 był piłkarzem AS Marsa. W 2014 roku był wypożyczony do Al-Ahly Trypolis. W 2015 roku został zawodnikiem klubu Stade Tunisien.
| Sezon   | Klub                 | Kraj    | Rozgrywki                       | Mecze | Bramki |
| ------- | -------------------- | ------- | ------------------------------- | ----- | ------ |
| 2004/05 | Club Africain Tunis  | Tunezja | CLP-1                           | ?     | ?      |
| 2005/06 | Club Africain Tunis  | Tunezja | CLP-1                           | 12    | 1      |
| 2006/07 | Club Africain Tunis  | Tunezja | CLP-1                           | 20    | 3      |
| 2007/08 | Club Africain Tunis  | Tunezja | CLP-1                           | 12    | 2      |
| 2008    | Saturn-2 Ramienskoje | Rosja   | Wtoroj diwizion                 | 20    | 4      |
| 2008/09 | CA Bizertin          | Tunezja | CLP-1                           | ?     | ?      |
| 2009/10 | CA Bizertin          | Tunezja | CLP-1                           | 21    | 1      |
| 2010/11 | Espérance Tunis      | Tunezja | CLP-1                           | 24    | 5      |
| 2011/12 | Espérance Tunis      | Tunezja | CLP-1                           | 28    | 2      |
| 2012/13 | Espérance Tunis      | Tunezja | CLP-1                           | 8     | 1      |
| 2013/14 | AS Marsa             | Tunezja | CLP-1                           | 10    | 1      |
| 2014/15 | Al-Ahly Trypolis     | Libia   | Dawrī ad-Darağa al-’Ūlà al-Lībī | ?     | ?      |
| 2014/15 | AS Marsa             | Tunezja | CLP-1                           | 3     | 0      |
| 2015/16 | Stade Tunisien       | Tunezja | CLP-1                           |       |        |

## Kariera reprezentacyjna
W reprezentacji Tunezji Hichri zadebiutował w 2011 roku. W 2013 roku został powołany do kadry na Puchar Narodów Afryki 2013.